# PICARD
PICARD è un satellite gestito dall'agenzia spaziale francese (CNES), lanciato il 15 giugno 2010 e dedicato allo studio del Sole.
Il satellite è studiato per la misurazione simultanea del valore assoluto e spettrale dell'irradianza solare, la forma ed il diametro solare, e per investigare gli interni del Sole con il metodo dell'eliosismologia. La registrazione di queste misure nell'arco di tutta la missione consentirà inoltre lo studio delle loro variazioni in funzione dell'attività solare.
Il satellite, sviluppato a partire dal 2004, è stato lanciato assieme alla navicella Prisma, il 15 giugno 2010 su un lanciatore Dnepr-1 dal cosmodromo di Dombarovskiy, nei pressi di Yasny, Russia.
La missione prende il nome dall'astronomo francese del XVII secolo Jean Picard.
PICARD ha ufficialmente concluso la sua missione il 4 aprile 2014.